# Globitermes sulphureus
Globitermes sulphureus is een termietensoort uit de familie Termitidae, die veel voorkomt in Centraal- en Zuid-Vietnam en ook in andere gebieden van Zuidoost-Azië, waaronder Cambodja, Thailand en Maleisië. Ze leven in aardnesten die tot 1,5 meter hoog kunnen zijn en tienduizenden individuen kunnen bevatten. Tussen de vijf en tien procent van de populatie bestaat uit soldaattermieten, die te herkennen zijn aan hun gele achterlijf en twee grote, gebogen onderkaken. De termieten gebruiken autothysis als verdedigingsmechanisme.

## Leefwijze en verdediging
Wanneer het nest beschadigd is, verdedigen de soldaattermieten het nest en herstellen de werksters snel de schade aan de nestwanden. De soldaten staan alert op hun poten en scannen het gebied met hun antennes. Als het nest wordt aangevallen door mieren als Oecophylla smaragdina, vluchten de werksters onmiddellijk door zich terug te trekken in het nest, terwijl de soldaten buiten blijven om het nest te verdedigen. Ze zullen eerst proberen de aanvallers te vangen en te doorboren met hun grote kaken. Als dit de aanvallers niet afschrikt, scheiden sommige soldaten een gele vloeistof af uit een grote klier die een groot deel van hun lichaam in beslag neemt. De vloeistof wordt uit de klier geperst door samentrekkingen van de kaakspieren die de wanden van de klier samendrukken. Deze vloeistof verhardt snel bij contact met lucht, waardoor een kleverige substantie ontstaat die mieren en andere termieten vasthoudt. De afscheiding bevat ook een feromoon dat meer soldaten aantrekt om de aanvallers te bestrijden. In sommige gevallen zijn de samentrekkingen zo hevig dat de termieten zichzelf scheuren. Deze vorm van suïcidaal altruïsme staat bekend als autothysis.

## Stikstofbinding
Globitermes sulphureus kan stikstof binden. Uit een experiment in Thailand bleek dat ze ongeveer 250 gram stikstof per hectare per jaar vastleggen. Hoewel deze bijdrage slechts tussen de 7 en 22 procent van de totale stikstofinbreng in het ecosysteem bedraagt, wordt aangenomen dat het relatief belangrijk is omdat termieten stikstof toevoegen aan dood hout, waardoor de afbraak ervan wordt versneld.

## Foerageren
Globitermes sulphureus foerageert in gebieden tot 62 m² en waagt zich tot 16 meter van zijn nest.

## Bestrijding
De soort is een grote plaag in de gebieden waar hij voorkomt, omdat hij houten constructies aantast en schade kan toebrengen aan kokosnoot- en oliepalmplantages. Experimenten hebben aangetoond dat de soort bestreden kan worden met de insecticide imidacloprid.